# Distretto di Dellys
Il distretto di Dellys è un distretto della provincia di Boumerdès, in Algeria, con capoluogo Dellys.

## Comuni
Il distretto di Dellys comprende 3 comuni:
- Dellys
- Afir
- Ben Choud